# Prosciurus

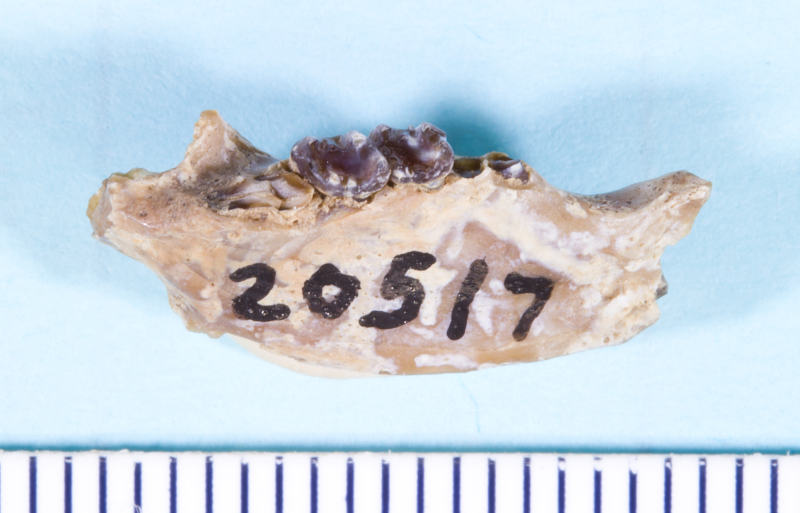
Mandibola di Prosciurus cf albiclivus

Il prosciuro (gen. Prosciurus) è un roditore estinto, appartenente agli aplodontidi. Visse tra l'Eocene superiore e l'Oligocene medio (circa 36 - 28 milioni di anni fa) e i suoi resti fossili sono stati ritrovati in Nordamerica e in Asia.

## Descrizione
È probabile che l'aspetto di questo animale assomigliasse a quello dell'attuale castoro di montagna (Aplodontia rufa), ma le dimensioni erano sicuramente più ridotte e la corporatura doveva essere più snella; la specie tipo, Prosciurus vetustus, doveva essere grande quanto un odierno scoiattolo nordamericano (Sciurus carolinensis). Prosciurus possedeva molari superiori trigonodonti (a tre tubercoli), con il tubercolo interno posteriore appena accennato. La cresta anteriore del trigono era completa, mentre quella posteriore si interrompeva tra metaconulo e protocono. I molari inferiori erano dotati di un grande bacino centrale, dal margine anteriore rettilineo. L'ipolofide era debole, e si inseriva davanti all'ipoconide. L'ipoconulide era ridotto.

## Classificazione
Il genere Prosciurus venne descritto per la prima volta da William Diller Matthew nel 1903, sulla base di resti fossili ritrovati in Montana in terreni dell'Oligocene inferiore; la specie tipo è Prosciurus vetustus. A questo genere sono state poi ascritte altre specie, rinvenute in terreni dell'Eocene superiore - Oligocene inferiore degli Stati Uniti (P. relictus, P. magnus, P. albiclivus), ma più di recente sono state descritte anche specie asiatiche: P. pristinus dell'Eocene superiore della Mongolia Interna (Cina), P. mongoliensis dell'Oligocene inferiore della Mongolia e P. ordosicus dell'Oligocene inferiore della Mongolia Interna.
Prosciurus è un rappresentante degli aplodontidi, una famiglia di roditori arcaici attualmente rappresentati dal solo castoro di montagna. Prosciurus è il genere eponimo della sottofamiglia Prosciurinae, ed è possibile che alcune specie (ad esempio la nordamericana P. albiclivus) siano da porre in relazione con la sottofamiglia Meniscomyinae, e in particolare con il genere asiatico Promeniscomys (Korth, 1994).